# Batalha de Fano
A Batalha de  Fano - conhecida também como Batalha de Fanum Fortunae - foi travada em 271 d.C. entre as forças do Império Romano e os jutungos. Os romanos, liderados pelo imperador Aureliano, venceram a batalha e pacificaram a região por muitas décadas.

## Contexto
Aureliano havia sido derrotado pelos mesmos jutungos na Batalha de Placência, em 271, mas ele conseguiu reunir seus homens e iniciou uma perseguição aos vencedores, que marchavam rapidamente em direção da indefesa Roma.

## Batalha
Finalmente, o exército romano alcançou-os e forçou o combate às marges do rio Metaurus, nas vizinhanças de Fano. O momento crucial da batalha foi quando os jutungos se viram prensados contra o rio, de modo que, quando sua linha de frente finalmente foi rompida, muitos caíram no rio e se afogaram.